# 龍泉寺 (台東区谷中)
龍泉寺（りゅうせんじ）は、東京都台東区にある日蓮宗の寺院。なお、約2キロメートル東の同区竜泉にも同名の寺がある。この寺は真言宗智山派の寺院である。

## 歴史
1621年（元和7年）、日感によって開山された。日感は下総国葛飾郡真間村（現・千葉県市川市真間）の弘法寺の第10世住職であった。その後1657年（明暦3年）の明暦の大火で焼失したが、日感の弟子の日遊が出家前から所持していた祖師（日蓮）像を掲げて寄付を募り、再建を果たした。これにより日遊は第3世住職となっている。この祖師像は日蓮自らが彫ったものという。
元々は下谷地区に位置していた。つまり竜泉の龍泉寺のかなり近いところにあった。1709年（宝永6年）に現在地に移転した。

## 交通アクセス
- 日暮里駅より徒歩4分。